# Afectividad reducida
La afectividad reducida, también conocida como embotamiento afectivo o entumecimiento emocional, es una condición caracterizada por una disminución en la reactividad emocional de un individuo. Se manifiesta como una incapacidad para expresar sentimientos, ya sea verbalmente o mediante lenguaje no verbal, especialmente al abordar temas que normalmente despertarían emociones. En esta condición, los gestos expresivos son escasos y hay poco ánimo en la expresión facial o en la inflexión vocal. Este fenómeno puede ser un síntoma de trastornos como el autismo, la esquizofrenia, la depresión, el trastorno por estrés postraumático, el trastorno de despersonalización, el trastorno esquizoide de la personalidad o daño cerebral. Asimismo, puede ser un efecto secundario de ciertos medicamentos, como los antipsicóticos y los antidepresivos.
No obstante, se debe diferenciar la afectividad reducida de la apatía y la anhedonia, que se refieren específicamente a una ausencia de sensación emocional.
La CIE-11 distingue varios tipos de alteraciones del afecto, centrándose particularmente en las variaciones de la reducción de la expresión emocional. El «afecto restringido» implica una limitación notable en la gama e intensidad de las emociones expresadas, aunque menos marcada que en el afecto embotado. El «afecto embotado» describe una reducción más severa en la expresividad emocional, aunque no tan extrema como el «afecto plano», caracterizado por una ausencia casi total de expresión emocional observable.

## Tipos

### Afecto restringido
El afecto restringido o constrictivo se refiere a una disminución en la gama expresiva y la intensidad de las respuestas emocionales de una persona.

### Afecto embotado y plano
El afecto embotado implica una falta de afecto más severa que el restringido, pero menos intensa que el afecto plano. “La diferencia entre el afecto embotado y el plano radica en el grado. Una persona con afecto plano muestra poca o ninguna expresión emocional y puede no reaccionar ante situaciones que normalmente provocarían fuertes emociones en otros. En cambio, una persona con afecto embotado presenta una intensidad significativamente reducida en su expresión emocional”.

### Afecto superficial
El afecto superficial tiene un significado equivalente al de afectividad reducida. En la escala de evaluación de la psicopatía de Hare, el Factor I identifica el afecto superficial como un atributo común de la psicopatía.

## Estructuras cerebrales
Los individuos con esquizofrenia que presentan afectividad reducida muestran una actividad cerebral regional diferente en escaneos de resonancia magnética funcional (IRMf) al ser expuestos a estímulos emocionales, en comparación con aquellos sin este síntoma. Por ejemplo, las personas con esquizofrenia que no tienen afectividad reducida activan áreas como el mesencéfalo, el puente, el córtex del cíngulo anterior, la ínsula, la corteza orbitofrontal ventrolateral, el polo temporal anterior, la amígdala, la corteza prefrontal medial y la corteza visual extraestriada al ver imágenes emocionalmente negativas. En contraste, los individuos con esquizofrenia que presentan afectividad reducida activan solo el mesencéfalo, el puente, el polo temporal anterior y la corteza visual extraestriada al ver las mismas imágenes.

### Estructuras límbicas
En individuos con esquizofrenia y afectividad reducida, se observa una disminución en la activación del sistema límbico al visualizar estímulos emocionales. En aquellos con afectividad reducida, los procesos neuronales comienzan en la región occípitotemporal, atraviesan la vía visual ventral y las estructuras límbicas, hasta llegar a las áreas frontales inferiores. Daños en la amígdala de macacos Rhesus adultos desde temprana edad pueden alterar permanentemente el procesamiento afectivo. Las lesiones en la amígdala provocan respuestas de afectividad reducida tanto a estímulos positivos como negativos, un efecto irreversible en estos primates, ya que el daño neonatal produce el mismo resultado que el ocasionado más tarde en la vida. El cerebro de los macacos no logra compensar este daño temprano, pese al crecimiento neuronal significativo. Hay evidencia que sugiere que los síntomas de afectividad reducida en pacientes con esquizofrenia no derivan solo de la respuesta de la amígdala, sino de su falta de integración con otras áreas cerebrales asociadas al procesamiento emocional, especialmente en el acoplamiento amígdala-corteza prefrontal. El daño en la región límbica impide que la amígdala interprete correctamente los estímulos emocionales en pacientes con esquizofrenia, al comprometer su conexión con otras áreas cerebrales relacionadas con la emoción.

### Tronco encefálico
Partes del tronco encefálico son responsables de estrategias de afrontamiento emocional pasivo, caracterizadas por el desapego o retiro del entorno externo (quiescencia, inmovilidad, hiporreactividad), similares a lo observado en la afectividad reducida. En pacientes con esquizofrenia y afectividad reducida, se detecta activación del tronco encefálico durante escaneos IRMf, particularmente en la médula derecha y el puente izquierdo, al mostrarles fragmentos de películas tristes. El mesencéfalo bilateral también se activa en estos pacientes y se cree que esta activación está relacionada con respuestas autonómicas asociadas al procesamiento perceptual de estímulos emocionales, un área que suele activarse en diversos estados emocionales. Cuando la conectividad entre el mesencéfalo y la corteza prefrontal medial se ve comprometida en pacientes con esquizofrenia y afectividad reducida, se produce una ausencia de reacción emocional a estímulos externos.

### Corteza prefrontal
La corteza prefrontal, al igual que el sistema límbico, desempeña un papel en la inducción y regulación de emociones en individuos sanos. Los pacientes con esquizofrenia no muestran cambios en la activación de la corteza prefrontal al observar estímulos tristes externos, mientras que los controles sanos y los pacientes tratados con quetiapina para la afectividad reducida sí muestran activación de la corteza prefrontal medial en IRMf. Aquellos recondicionados con quetiapina también muestran activación en otras áreas de la corteza prefrontal, como el giro prefrontal medial derecho y los giros orbitofrontales derecho e izquierdo. La falta de actividad en la corteza prefrontal en pacientes con esquizofrenia y afectividad reducida se ha relacionado con el deterioro en el procesamiento emocional observado en estos individuos.

### Córtex del cíngulo anterior
Se ha encontrado una correlación positiva entre la activación del córtex del cíngulo anterior y la magnitud reportada de sentimientos de tristeza evocados por fragmentos de películas tristes. La subdivisión rostral de esta región podría estar involucrada en la detección de señales emocionales y esta área difiere en pacientes con esquizofrenia con afectividad reducida .

## Diagnósticos

### Esquizofrenia
El afecto plano y embotado es una característica definitoria en la presentación de la esquizofrenia. Estos individuos muestran una disminución en las expresiones vocales y faciales observadas, así como en el uso de gestos. Un estudio sobre el afecto plano en la esquizofrenia encontró que “era más común en hombres y se asociaba con una peor calidad de vida en ese momento”, además de tener “un efecto adverso en el curso de la enfermedad”.
El mismo estudio reportó una “disociación entre la experiencia reportada de la emoción y su exhibición”, respaldando la idea de que “la afectividad reducida incluyendo la expresividad facial reducida y la falta de inflexión vocal, a menudo oculta los verdaderos sentimientos de una persona”. Así, los sentimientos podrían estar simplemente no expresados en lugar de ausentes. Por otro lado, “la falta de emociones, no debida a mera represión sino a una pérdida real de contacto con el mundo objetivo, da al observador una impresión específica de rareza... los restos de emociones o sus sustitutos suelen referirse a rabia y agresividad”. En casos extremos, hay una “disociación completa de los estados afectivos”. Un estudio sobre la disregulación emocional encontró que los individuos con esquizofrenia no podían exagerar su expresión emocional como lo hacían los controles sanos. Se pidió a los participantes que expresaran las emociones que tuvieran durante un fragmento de una película y los participantes con esquizofrenia mostraron déficits en la expresión conductual de sus emociones..
Aún hay debate sobre el origen del afecto plano en la esquizofrenia, pero algunas investigaciones sugieren anomalías en los sistemas ejecutivo dorsal y afectivo ventral, argumentando que la hipoactivación dorsal y la hiperactivación ventral podrían ser la causa. Además, se encontró que déficits en el sistema de neuronas espejo podrían contribuir al afecto plano al alterar el control de la expresión facial.
Otro estudio halló que, al hablar, los individuos con esquizofrenia y afecto plano muestran menos inflexión que los controles normales y parecen menos fluidos. Los sujetos normales usan una sintaxis más compleja, mientras que aquellos con afecto plano emplean menos palabras y oraciones más cortas. Sin embargo, su uso de palabras apropiadas al contexto en narrativas tristes y felices es similar al de los controles. Es probable que el afecto plano sea resultado de déficits en la expresión motora más que en el procesamiento emocional. Está comprometida la demostración de los estados de ánimo  dejando intactos los aspectos subjetivos, autonómicos y contextuales de la emoción.

### Trastorno por estrés postraumático
El trastorno por estrés postraumático (TEPT) se conocía previamente por causar sentimientos negativos como depresión, reexperimentación y hiperexcitación. Sin embargo, recientemente los psicólogos han centrado su atención en la afectividad reducida y la disminución en la capacidad de sentir y expresar emociones positivas en pacientes con TEPT. La afectividad reducida, o embotamiento emocional, se considera una consecuencia del TEPT, ya que provoca una pérdida de interés en actividades placenteras (anhedonia), sentimientos de desapego hacia los demás, expresión emocional restringida y una menor tendencia a expresar emociones conductualmente. Este síntoma es frecuente en veteranos como resultado de experiencias psicológicamente estresantes que causaron el TEPT. Las afectividad reducida es una respuesta al TEPT, considerado un síntoma central en este trastorno, y es común en veteranos que sirvieron en zonas de combate. En el TEPT, la afectividad reducida puede verse como una respuesta psicológica para combatir la ansiedad abrumadora que experimentan los pacientes. En este caso, también se observan anomalías en circuitos que incluyen la corteza prefrontal.

### Evaluación
Al evaluar el estado de ánimo y el afecto, los especialistas deben considerar que “la expresión demostrativa puede estar influenciada por diferencias culturales, medicamentos o factores situacionales”. A los no especialistas se les advierte evitar aplicar este criterio de manera ligera a “amigos, ya que podrían hacer juicios erróneos, dada la prevalencia de personalidades esquizoides y ciclotímicas en nuestra población normal y nuestra tendencia [en Estados Unidos] a la hipocondría psicológica”.
Ronald David Laing enfatizó que “categorías clínicas como esquizoide, autista o afecto empobrecido presuponen la existencia de criterios impersonales, confiables y válidos para atribuir la relación de una persona con sus acciones, pero no existen tales criterios”.

### Diagnóstico diferencial
La afectividad reducida es muy similar a la anhedonia, que implica la disminución o cese de todos los sentimientos de placer (afectando el disfrute, la felicidad, la diversión, el interés y la satisfacción). En la anhedonia, las emociones relacionadas con el placer no se expresan mucho o nada porque no se experimentan o están reducidas. Ambos, la afectividad reducida y la anhedonia, son síntomas negativos de la esquizofrenia, indicando la ausencia de algo. Otros síntomas negativos incluyen la avolición, la alogia y el comportamiento catatónico.
Un concepto relacionado es la alexitimia, que describe a personas que “carecen de palabras para sus sentimientos, pareciendo no tenerlos en absoluto, aunque esto podría deberse a su incapacidad para expresar emociones más que a una ausencia total de las mismas”. Sin embargo, los pacientes con alexitimia pueden ofrecer pistas durante la evaluación que sugieran activación emocional.
“Si la amígdala se separa del resto del cerebro, el resultado es una notable incapacidad para evaluar la importancia emocional de los eventos, condición a veces llamada ceguera afectiva”. En algunos casos, la afectividad reducida puede desvanecerse, aunque no hay evidencia concluyente sobre por qué ocurre esto.